# 魏仁杰
魏仁杰（1991年2月18日—），中国足球运动员，司职中场，现效力于中超球队青岛中能。